# Abraxas celidota
Abraxas celidota es una especie de polilla de la familia Geometridae. La especie fue descrita por primera vez por Eugen Wehrli en 1931 y se puede encontrar distribuido en oeste de China.